# JSK Architekci

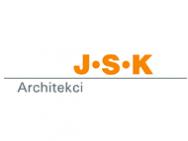
Unternehmenslogo

JSK Architekci ist ein polnisches Architekturbüro. Das Unternehmen hat sich auf die Gestaltung öffentlicher Gebäude (wie Flughafenhallen oder Sportstadien) spezialisiert, entwirft aber auch Büro- und andere gewerbliche Immobilien. Der Unternehmenssitz befindet sich in Warschau in der Ulica Żwirki i Wigury 18; Niederlassungen werden in Breslau und Posen unterhalten.

## Geschichte
JSK Architekci wurde im Jahr 1998 von den polnischen Architekten Zbigniew Pszczulny (seit 1981 bei Helmut Hentrich , HPP Hentrich Petschigg & Partner, in Düsseldorf tätig) und Mariusz Rutz (seit 1987 im Münchner Architekturbüro von Otto Steidle und später bei der Henn GmbH angestellt) gegründet.
Das Warschauer Büro entstand zunächst als Niederlassung des 1980 gegründeten deutschen Architekturstudios JSK und betrieb seinerseits Ableger in Breslau und Sopot. Das Kürzel (Helmut Willy Joos, Reinhard W. Schulze und Karsten Krüger-Heyden) ging auch auf das polnische Büro über. In späteren Jahren spaltete sich JSK Deutschland auf, 2010 entstand in Düsseldorf das Architekturbüro Sop Architekten unter Beteiligung von Pszczulny; das polnische Büro wurde unter der ursprünglichen Firmierung weitergeführt.

## Projekte
Ein Schwerpunkt der Arbeit von JSK Architekci liegt auf dem Entwurf für große öffentliche Verkehrs- und Sportanlagenprojekte. So realisierte das Unternehmen Flughafenterminals in Breslau und Danzig, Eisenbahn-Cargoterminals und Logistikzentren für Güterverkehr wie auch Sportstadien in Warschau und Breslau. Besonders bei der Infratstrukturschaffung in Vorbereitung für die in Polen und der Ukraine veranstaltete Fußball-Europameisterschaft 2012 war JSK Architekci prominent beteiligt. Daneben werden auch Konferenzcenter, Einkaufszentren und Büroanlagen entworfen. Zu letzteren gehören der Sitz von Mercedes-Benz Polska sowie der mit 90.000 Quadratmeter Nutzfläche ausgestattete Business Garden Office Park-Komplex in Warschau, in dem JSK seinen Sitz hat. Auch das Projekt zum Maszt Wolności stammt aus dem Studio.

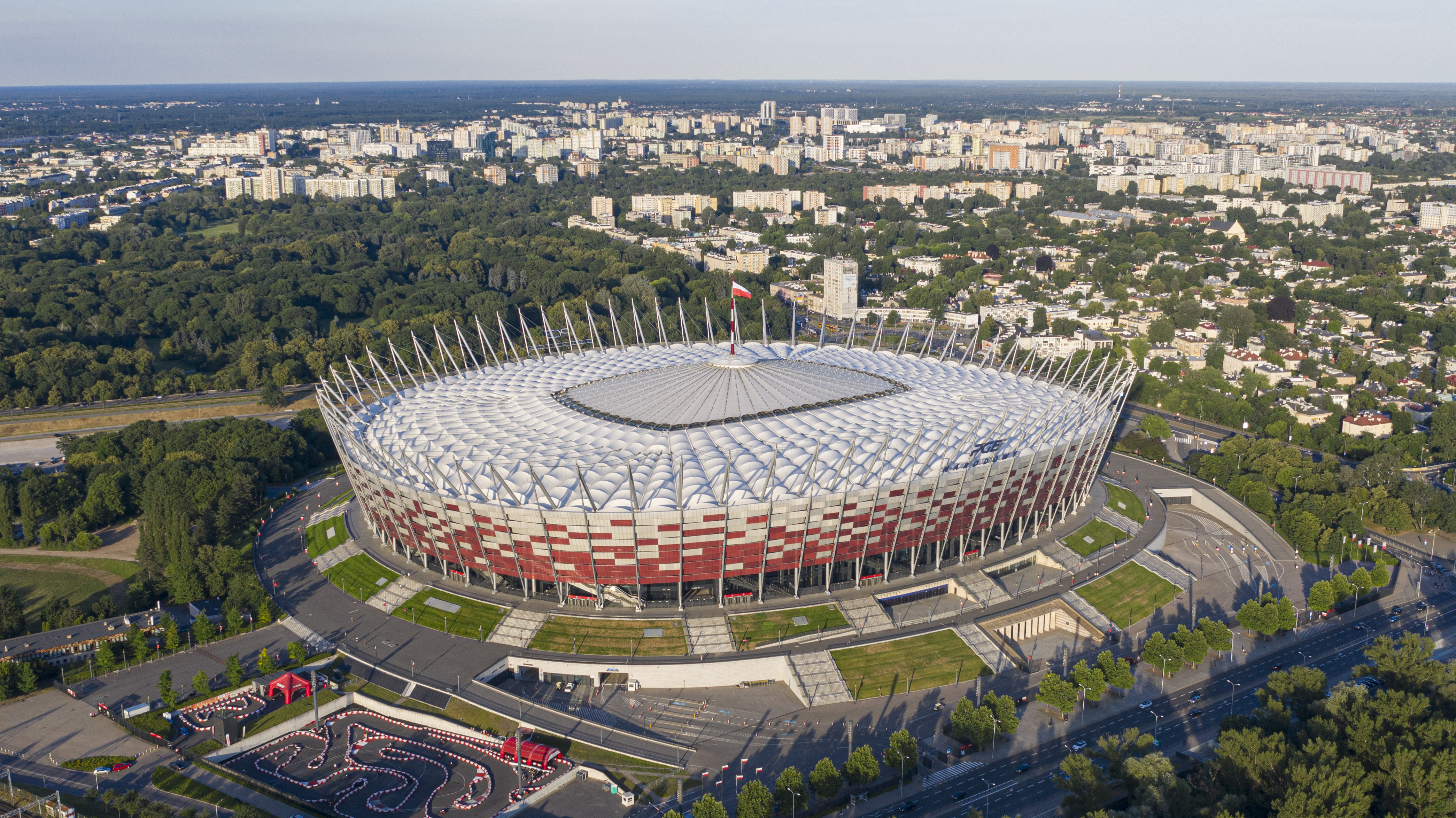
Warschauer Nationalstadium
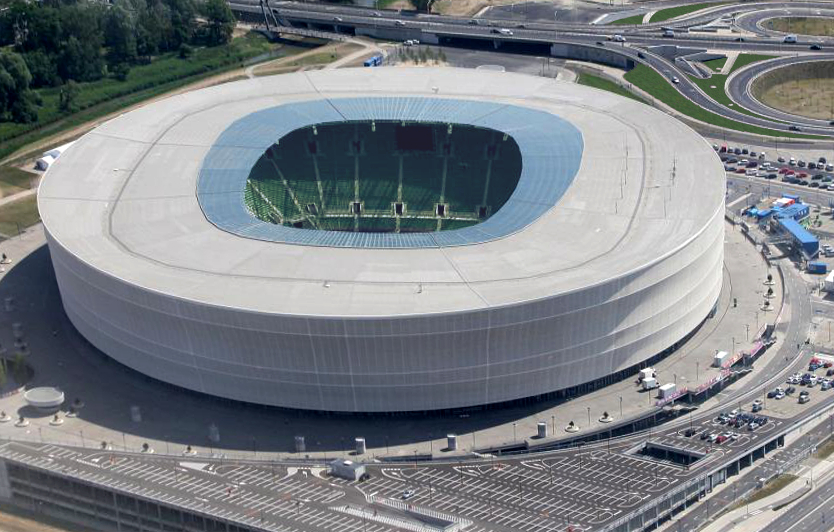
Städtisches Stadion in Breslau
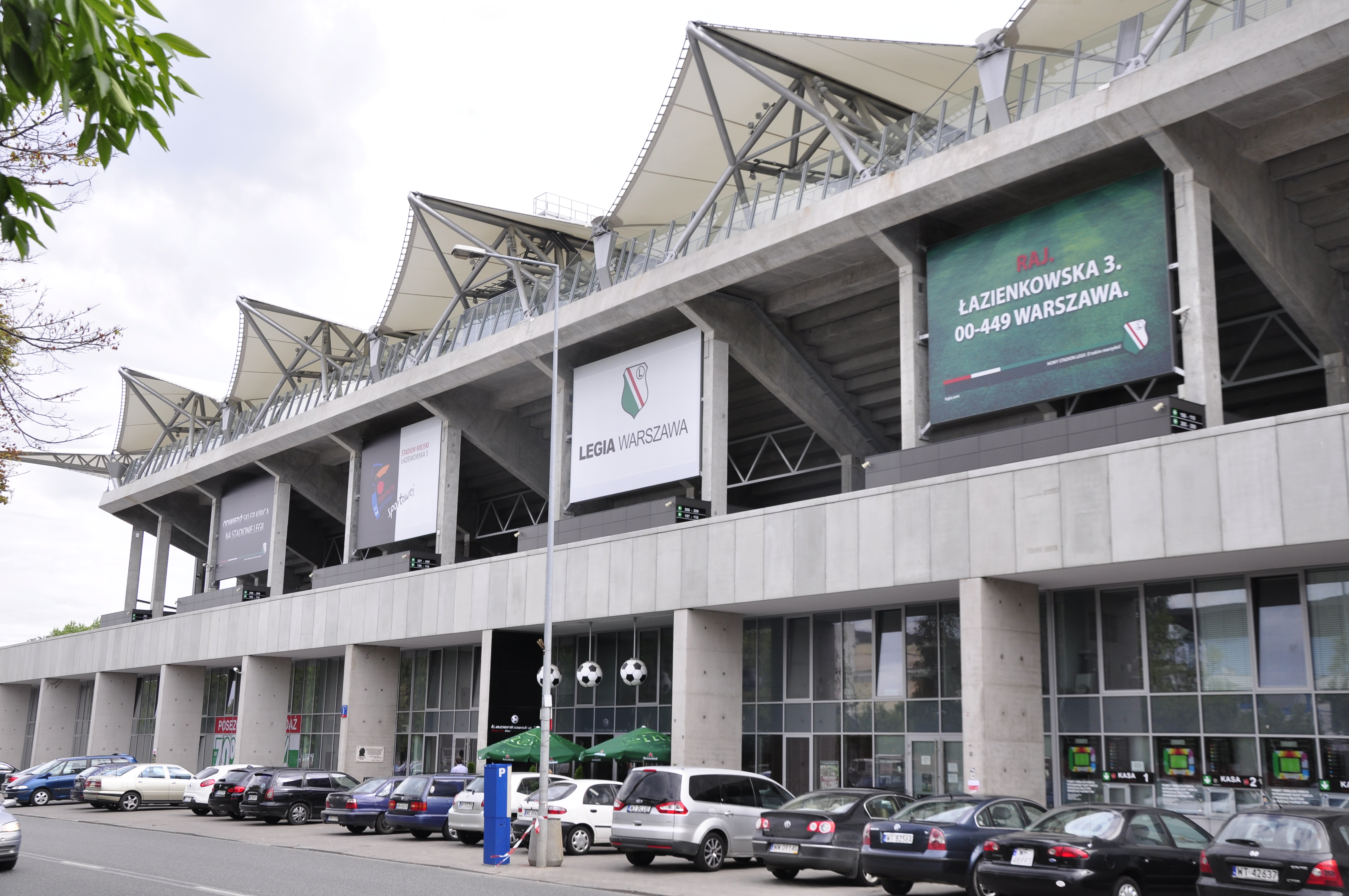
Das Legia-Stadion in Warschau
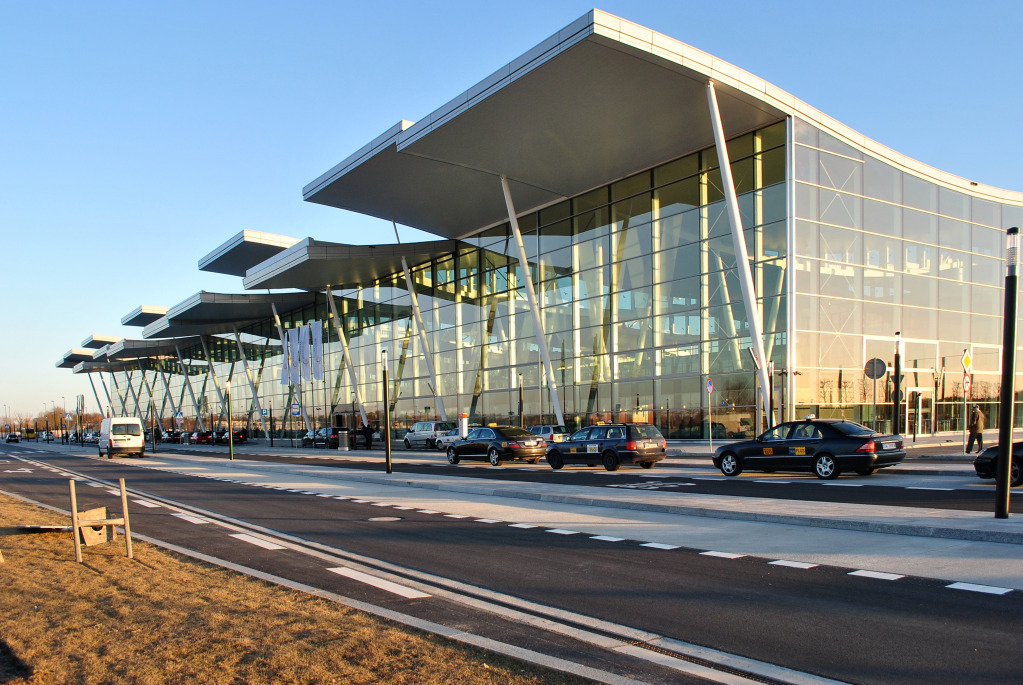
Das zweite Terminal des Breslauer Flughafens
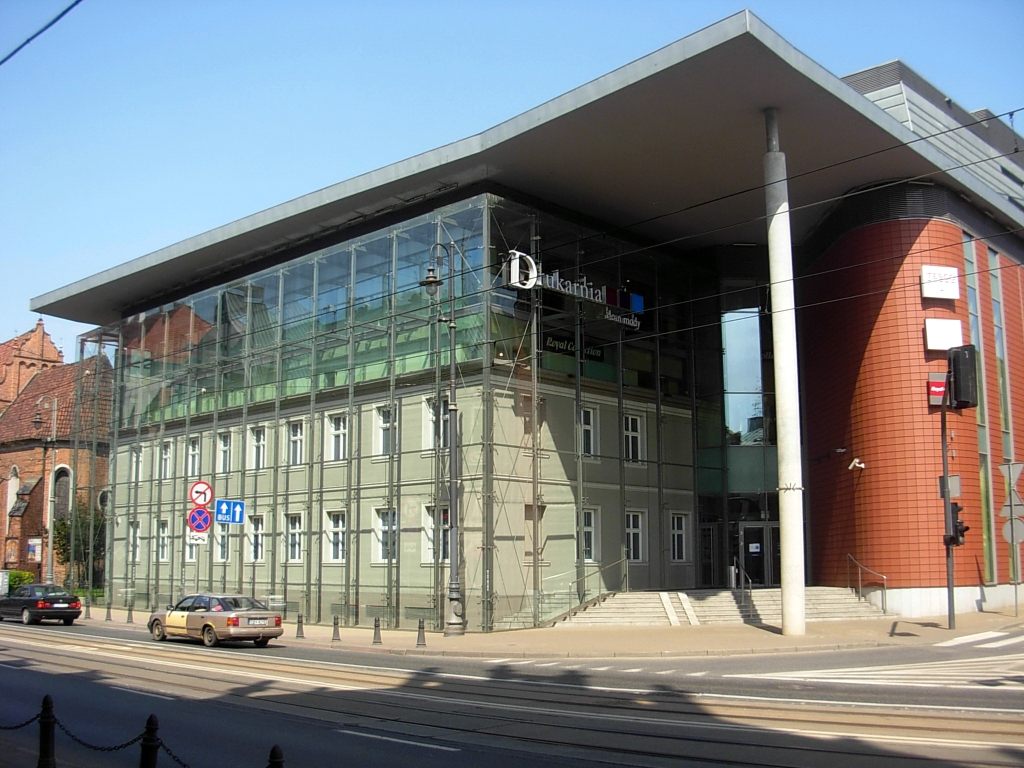
Shopping-Center Drukarnia in Bydgoszcz
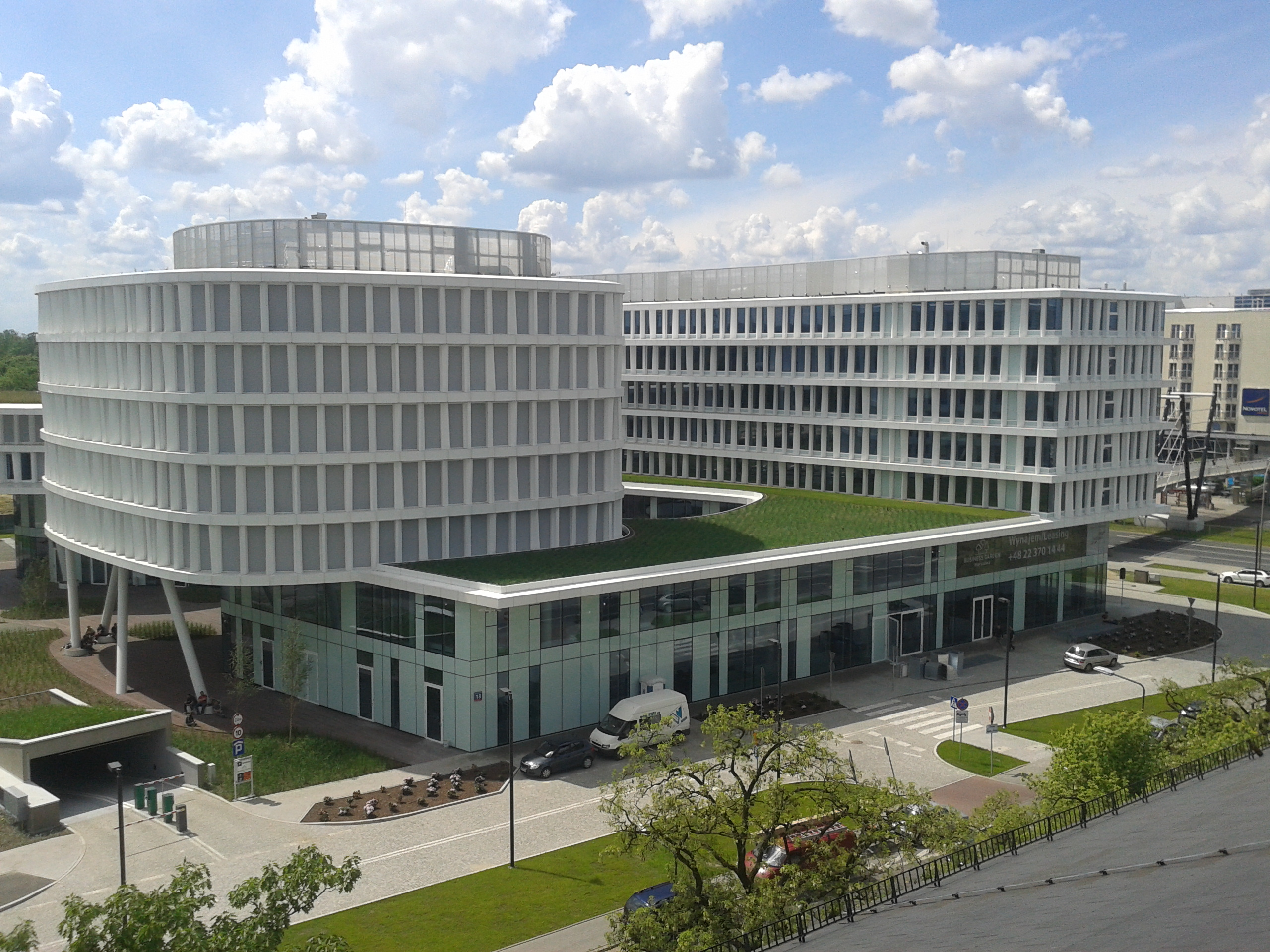
Business Garden Office Park in Warschau
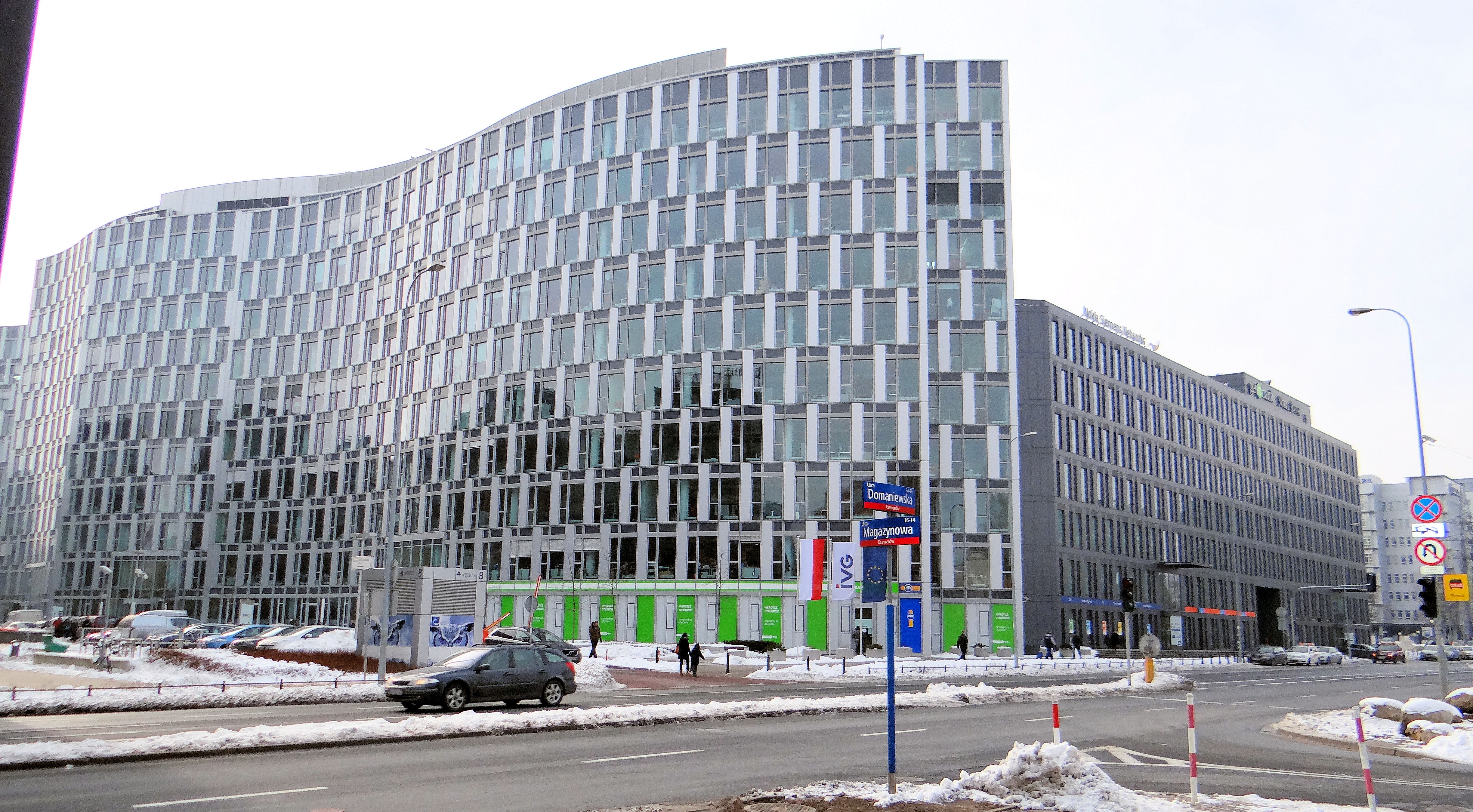
Bürogebäude Horizon Plaza in Warschau